# Herman Johannes van der Weele
Herman Johannes van der Weele (né le 13 janvier 1852 à Middelbourg aux Pays-Bas et mort le 2 décembre 1930 à La Haye) est un peintre néerlandais appartenant à la seconde génération de l'école de La Haye.
Ses peintures ont été fortement influencées par l'École de Barbizon.
Van der Weele représente dans ses huiles des moutons, des travaux fermiers.
Van Gogh échangera avec cet artiste de 1882 à 1885 lors de son séjour à Nuenen.